# イリ地方

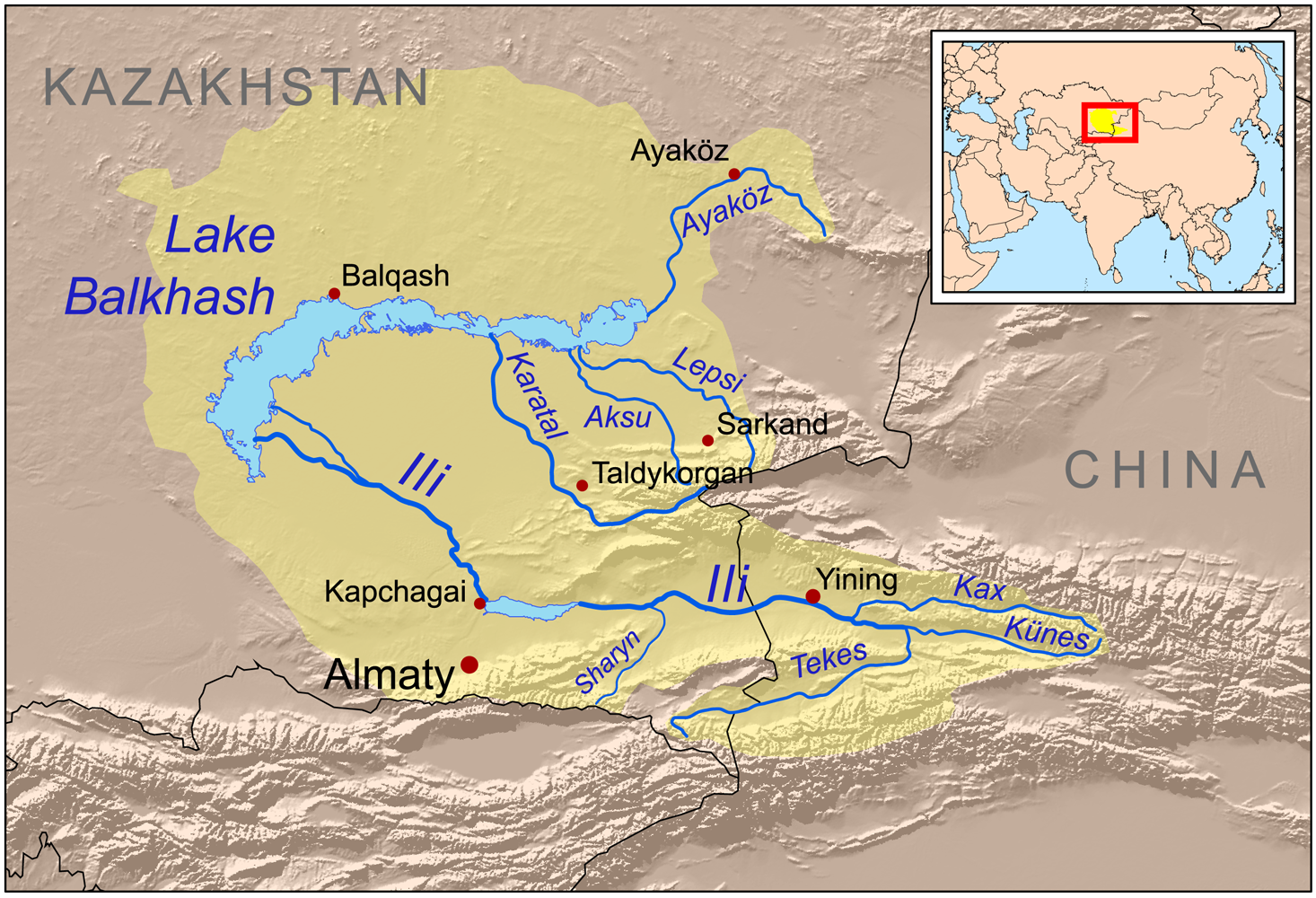
イリ川 (Ili) とその周辺地域の地図

イリ地方は、中央アジアの中央部、イリ川畔の地域。イリ渓谷、イリ河谷、イリ盆地などとも称される。現在は中華人民共和国新疆ウイグル自治区北部のイリ・カザフ自治州の中にある。

## 地勢概要
セミレチエ（チュー川やタラス川流域、イシククル湖やアラコル湖周辺まで広がる）の一部であり、ジュンガリア（ジュンガル盆地まで広がる）の一部でもある。北はボロホロ山脈をはさんでジュンガル盆地と接し、南は天山山脈をはさんでタリム盆地と接する。東にはバインブルク草原（ユルドゥズ渓谷）に通ずる峠があり、西はカザフスタンのキプチャク草原に開けている。
この地方のほぼ中央をボロホロ山脈や天山山脈の雨水を集めてイリ川が西に流れ、中国国境を越えてカザフスタンへ注いでいる。

## 歴史概略
遊牧の適地で、古来より烏孫やチャガタイ・ハン国など様々な遊牧政権がこの地に興亡した。「ジュンガリア」の名は、この地に本拠をおき、北アジアの覇権をかけて清と抗争したオイラトのジュンガル部にちなむ。